# Red Nacional de los Ferrocarriles Españoles
A Red Nacional de los Ferrocarriles Españoles – amelyet gyakran röviden csak Renfe néven neveznek – egy spanyol állami vállalat volt, amely 1941 és 2005 között az ibériai nyomtávolságú vasúthálózatot üzemeltette Spanyolországban. Több mint hat évtizeden át monopolhelyzetben kizárólag a saját vonalain történő személy- és áruszállításért, valamint az infrastruktúra üzemeltetéséért volt felelős.
A vállalatot 1941 elején, a spanyol polgárháború befejezése után alapították Spanyolországban, és csaknem 64 évig, 2004. december 31-i feloszlatásáig létezett. Az európai vasúti szállítási szabályoknak megfelelően a RENFE két új egységre oszlott fel: Az Adif-ra, a spanyol vasúti infrastruktúrát kezelő legnagyobb vállalatra, és a Renfe-re, későbbi nevén Renfe Operadora-ra, az állami tulajdonú vasutak működtetésével megbízott vállalatra. Ezt követően, 2013-tól ugyanez történt a FEVE-vel is, a metrikus nyomtávú vasúthálózatért felelős állami tulajdonú szolgáltatóval.

## Háttér
A RENFE-t a spanyol polgárháborút követően alapították, mivel a spanyol vasúthálózat nagy része súlyosan megsérült a háború alatt. A vasút államosításának kérdése azonban már régóta felmerült, hiszen Francesc Cambó már miniszteri korszakában is támogatta ezt az ötletet a magánvasutak rossz teljesítménye miatt, amelyek elavult gördülőállományt üzemeltetett és néha még a vasútvonalakat is rossz állapotban tartották fenn. A polgárháború 1936. július 18-i kitörésével a vasúttársaságokat az 1936. augusztus 3-i állami rendelet értelmében az állam lefoglalta. Bár a vasutak a "felkelés" vagy a "nacionalista" övezetben továbbra is önállóan működtek, a tényleges ellenőrzést a katonaság, és nem az igazgatóságok gyakorolták. A háború után több ezer kilométernyi vasútvonal használhatatlanná vált, a gördülőállomány 40%-a megsemmisült, a többi pedig javításra szorult. Ezzel a helyzettel szembesülve az új francoista állam 1939-ben a RENFE 1941-es megalakulása előtt a munkájukat elvégezni nem tudó vasúttársaságokat irányította.

### 1941-1959
1941. január 24-én a kormány elfogadta a vasúti és közúti közlekedés szabályozásának alapjairól szóló törvényt, amellyel a Spanyolországban működő összes ibériai nyomtávú társaságot egyetlen állami vállalatban, a Spanyol Vasutak Nemzeti Hálózatában (RENFE) egyesítették. A legfontosabb államosított társaságok közé tartozott a Compañía de los Caminos de Hierro del Norte de España (1858-1941), a Compañía del Ferrocarril de Madrid a Zaragoza y Alicante (1856-1941) és a Compañía Nacional de los Ferrocarriles del Oeste (1928-1941). A Compañía de los Ferrocarriles Andaluces a siralmas gazdasági eredményei miatt már 1936-ban állami irányítás alá került, a Compañía de los Ferrocarriles del Oeste-be való integrálásával. Az állam következő nehéz lépése az volt, hogy kiszámítsa a korábbi vállalatoknak járó kártérítés összegét. Az állam által fizetett kártérítések (amelyek végül is igen magasak lettek volna) kifizetésének prioritásában az első helyen a kötvénytulajdonosok álltak, őket követték a részvényesek, és végül, ha maradt még valami, amit ki lehetett volna osztani, a részt vevő vállalatok. Így a RENFE csaknem 64 évre a spanyol vasút meghatározó szereplőjévé vált.
A RENFE megalakulásakor 12 401 km pályával, valamint a régi társaságoktól származó változatos és már elavult gördülőállományával rendelkezett. Fennállásának első éveiben mindenféle hiányra és a közelmúltbeli polgárháború okozta károk helyreállításának sürgető szükségességére kellett reagálnia, ami a gazdasági erőforrások szűkössége miatt nehéz feladat volt. A pótalkatrészek hiánya és az anyagok elhasználódása számos súlyos baleset okozója volt, mint például az 1944 januárjában Torre del Bierzóban bekövetkezett baleset, amely a legsúlyosabb volt Spanyolország történetében. 1949-ben elfogadták az Általános Újjáépítési és Sürgős Reformterv (akkori nevén Guadalhorce Terv) című dokumentumot, amelynek célja a legfontosabb szükségletek megoldása volt. Többek között 5000 millió pesetát irányzott elő a hálózat felújítására és egy átfogó program kidolgozására. A tervben szerepelt a gördülőállomány megújítása is: 200 mozdony, 5000 teherkocsi és 400 személykocsi beszerzését irányozták elő az 1941-es kezdeti megrendelések teljesítéséhez.
Az ötvenes években kezdtek megmutatkozni a Guadalhorce-terv gyümölcsei, és részben helyreállt a háború előtti helyzet, de Spanyolország elszegényedett ország volt, és a fejlesztések és a modernizáció kezdetei nagyon bátortalanok voltak. Mindezek ellenére történt néhány lépés, amely a tervezett reformok félénk szimbólumai lettek. 1950-ben indultak meg az első kereskedelmi Talgo járatok Madrid és Hendaye között, de nem ez volt az egyetlen újítás. 1952-ben álltak forgalomba a TAF dízelmotorvonatok, ami nagy minőségi ugrást jelentett a távolsági utazásokban. Két évvel később, 1954-ben pedig felavatták az első központi forgalomirányító központot, amely Ponferrada és Brañuelas között található. Az évtized végével egy időben két nagy jelentőségű eseményre került sor: 1958-ban üzembe helyezték a Zamora-Orense-vasútvonalat, amelynek építése 1927-ben kezdődött, és amely egészen 1958-ig elhúzódott. Megérkeztek az első "Suizák" az ingázó forgalom számára. A RENFE által a stabilizációs terv keretében tervezett fejlődés és beruházások ezen időszaka azonban 1959-ben hirtelen megállt, válaszul a Spanyolországban az évtized végén tapasztalt inflációra és súlyos gazdasági válságra. E súlyos válság okai a Franco-rezsim 1939 óta uralkodó önellátó politikájának egyértelmű kudarcában keresendők, amely a spanyol gazdaságot lekötötte.

### 1960-1989

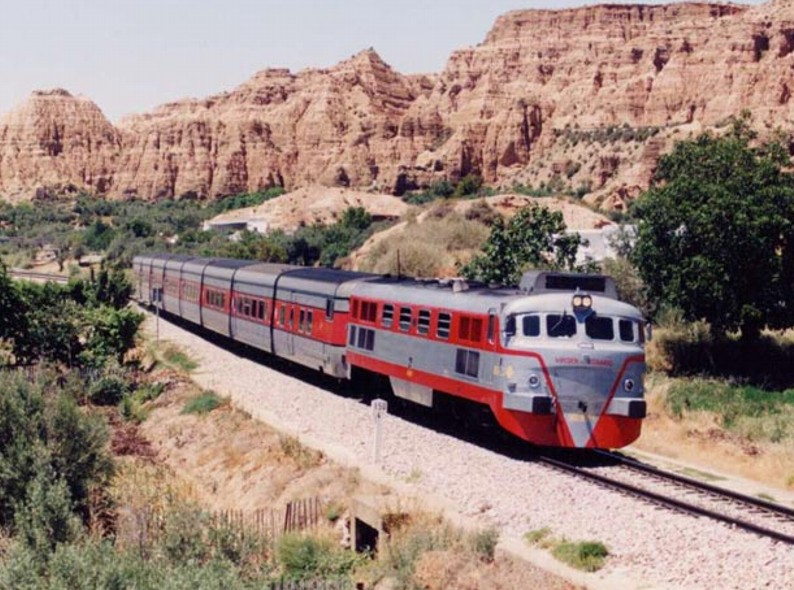
Talgo III Guadix közelében. 1960-tól a dízel- és villamos vontatás kezdett lendületet venni

A hatvanas években a fejlődés a spanyol gazdaság fokozatos javulását jelentette, ami a vasútra is átragadt. Ebben az értelemben jelentős javulás történt a RENFE gördülőállományában, bár ez nem érte el az összes vonalat vagy a teljes gördülőállományt. A fejlesztések mindig azokon a fővonalakon zajlottak, amelyeken a legnagyobb utasforgalom összpontosult, mint például a Madrid–Barcelona-vasútvonal esetében, amely az útvonal nagy részén villamosított és kétvágányú volt.
A vasúthálózat esetében a Világbank 1962-ben a spanyol gazdaságról szóló átfogó jelentésében azt javasolta, hogy hagyjanak fel az új vonalakba történő beruházásokkal, és a költségvetési erőfeszítéseket a meglévő hálózat javítására összpontosítsák. Az egyetlen projekt, amely megmenekült ezektől a megszorításoktól, a Madridból Aranda de Duerón keresztül Burgosba vezető vasútvonal volt, amelyet néhány évvel később adtak át. A Világbank jelentésében javasolt irányvonalakat követve a kormány 1964-ben jóváhagyta az 1964 és 1973 közötti tízéves korszerűsítési tervet, amely a gördülőállomány korszerűsítését és a vasúthálózat fejlesztését hozta magával, lehetővé téve, hogy 1967-ben egyes vonatok maximális sebességét 140 km/h-ra emeljék. Az 1970-es évek elején az 1964 és 1973 közötti tízéves korszerűsítési terv lassulása következett be, ami végül az 1972-1975-ös RENFE-terv megszületéséhez vezetett, amely egy jelentős korszerűsítési programot tartalmazott.
1975. június 23-án az utolsó gőzmozdonyt (egy Mikado, konkrétan a 141F 2348-as pályaszámút) is kivonták a forgalomból a Vicálvaro (Madrid) állomáson. Nem a gőzmozdony eltűnése volt az egyetlen esemény, ami ebben az évben történt, hiszen november 20-án meghalt Francisco Franco diktátor, és ezzel kezdetét veszi a Franco-rezsim végének kezdete. Ez hatással volt a RENFE-re, mivel ez egy olyan átfogó reformkorszak kezdetét jelentette, amely célja az volt, hogy a spanyol vasutat hatékony közlekedési eszközzé alakítsák. A RENFE a hetvenes évek végére jutott abba a helyzetbe, hogy hatalmas éves hiányt és olyan vasúti szolgáltatásokat nyújtott, amely nemcsak nem volt hatékony, hanem fenntarthatatlan is volt. 1979-ben írták alá az első szerződéses programot, amelyet Általános Vasúti Terv néven dolgoztak ki, és amely 12 évre szólt, de csak nagyon kis részben valósult meg. Emellett a Cercanías járatokat Madridban, Barcelonában, Malagában és Valenciában is elkezdték bevezetni, azzal a céllal, hogy felszívják a nagyvárosi központokban mozgó utasforgalmat. A Cercanías a RENFE egyik ékköve lett. Minden új reformterv azonban ütközött a valósággal.
1984-ben a RENFE kritikus helyzetben találta magát, óriási éves hiányokkal küszködött, és vonatai az általa kezelt 13 000 km hosszúságú pályából mindössze 5000 km-en közlekedtek: túl sok volt a nem nyereséges vonal. Emiatt az 1984-es szerződéses programban állapodtak meg, amelynek értelmében 1985. január 1-jén 914 km pályát zártak le, és 933 km-t hagytak meg kizárólag teherszállítási célokra: 12 vonal és 132 állomás maradt üzem nélkül. Ezen kívül az autonóm közösségek több mint 600 km-en segítettek, hogy elkerüljék a bezárásukat. A létesítmények modernizálása megtörtént, például Madrid, Sevilla és Barcelona állomásai, amelyek mélyreható átalakításokon mentek keresztül, hogy alkalmazkodjanak az új igényekhez. Számos más állomást és pályát is korszerűsítettek. A Madrid Atocha forgalmát a Madrid Chamartín pályaudvar vette át egészen az új Atocha pályaudvar 1992-es átadásáig.

### 1991-2005

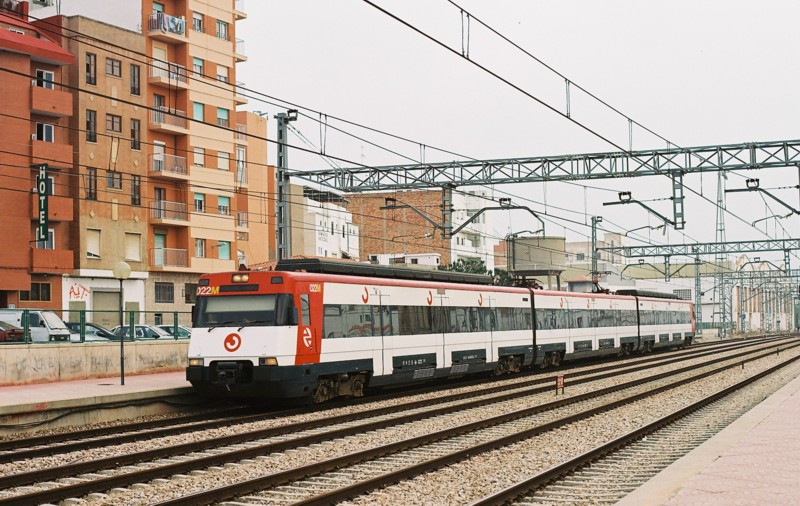
A RENFE 447 sorozat Cercanías egysége, ez a kép a Cercanías létrehozása után vált általánossá

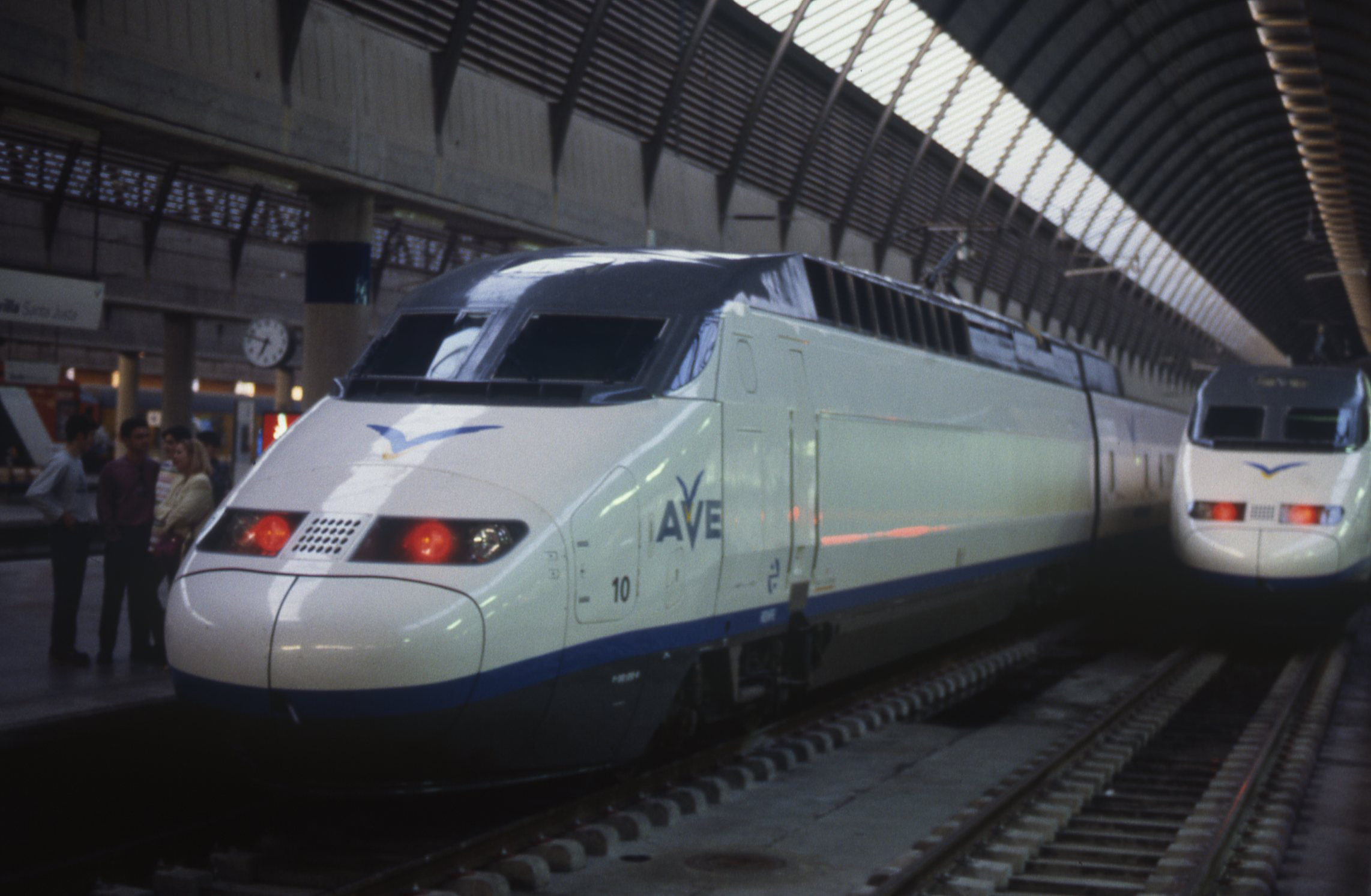
Az első nagysebességű vasútvonal végállomása Sevillában 1992-ben

A nyolcvanas években már elindított projektek folytatásaként 1991-ben folytatódott az Új vasúti hozzáférés Andalúziához (NAFA), amelynek keretében megépült a Sevilla Santa Justa pályaudvar, hogy a vasúti forgalmat Sevillában összpontosítsák. Ez pedig a sevillai San Bernardo és Plaza de Armas állomások lebontásához vezetett. A Sevilla városában végzett munkák nagy részének volt egy másik oka is: az 1992-es világkiállítás (Expo 92) megünneplése. Barcelonában átszervezték a város különböző területein áthaladó vasútvonalakat, valamint felújítottak és átalakítottak néhány állomást, például a Barcelona-Término (átnevezték Estación de Francia-ra) és a Barcelona-Sants állomást. És akárcsak Sevillában, ezeket a munkálatokat is a városrehabilitáció keretében végezték el, ebben az esetben az 1992-es barcelonai olimpiai játékok ünneplése alkalmából. 1992. április 14-én, az Expo'92 megnyitójával egy időben avatták fel a Madrid-Sevilla nagysebességű vasútvonalat. Nagy pillanat volt ez a RENFE és a spanyol vasutak története számára, amely az Expo'92 és a barcelonai olimpia reklámjának köszönhetően a modernitás képét mutatta a világnak.
Egy másik fontos intézkedés volt az önálló üzletágak létrehozása 1991-ben, amely a RENFE vasúti szolgáltatásainak alapos átszervezésének következménye volt, és amelynek létrehozása végül a zónák területi modelljének eltűnéséhez vezetett. Ez az új modell a gazdasági nyereségességre törekszik, csökkentve a bürokráciát és a zónákba szervezéssel járó magas költségeket. Mostantól a RENFE három fő üzleti egység köré szerveződik: Cercanías, Media Distancia és Larga Distancia.
1998. december 30-án megalakult a Gestor de Infraestructuras Ferroviarias (GIF) társaság, egy közvállalkozás, amely az Európai Unió által a közösségi vasutak fejlesztéséről szóló 91/440/EGK tanácsi irányelv által támogatott vasúti szállítási intézkedések miatt jött létre, amely (többek között) a vasútüzemeltetők és az infrastruktúra-üzemeltetők szétválasztását hozta el. 2003-ban adták át a Madrid-Zaragoza-Barcelona-francia határ nagysebességű vasútvonal Madrid-Lérida szakaszát (200 km/h sebességgel), amely a Madrid-Sevilla után a második nagysebességű vonal Spanyolországban, és az első a 21. században.
Az Európai Unió új gazdasági irányelvei miatt az államnak meg kellett nyitnia a vasúthálózatot a versenytársak előtt, ezért új vasúti ágazati törvényt (LSF, azaz a vasúti ágazatról szóló 39/2003-as törvény) hoztak, amelynek elvileg 2004. június 1-jén kellett volna hatályba lépnie, de José Luis Rodríguez Zapatero kormányának hivatalba lépésével 2005. január 1-jére halasztották. Ezen a napon a "Renfe" állami gazdasági egységet leválasztották a RENFE-ről, és ettől a pillanattól kezdve az utóbbit "Administrador de Infraestructuras Ferroviarias" (Adif) néven kezdték el hívni.
A korábbi vállalat funkcióit megosztották a két új egység között:
- Renfe (Renfe Operadora), amely az áru- és személyszállításért felelős, más társaságokkal versenyezve. Emellett vasúti anyagok karbantartását és gyártását végzi, és fontos nemzeti és nemzetközi projektekben vesz részt.
- Az Adif, amely a pályákat, állomásokat, kommunikációt stb. kezeli, és díjat számít fel a hálózatot használó vállalatoknak, köztük a Renfének is.